# Mendelssohn (famiglia)

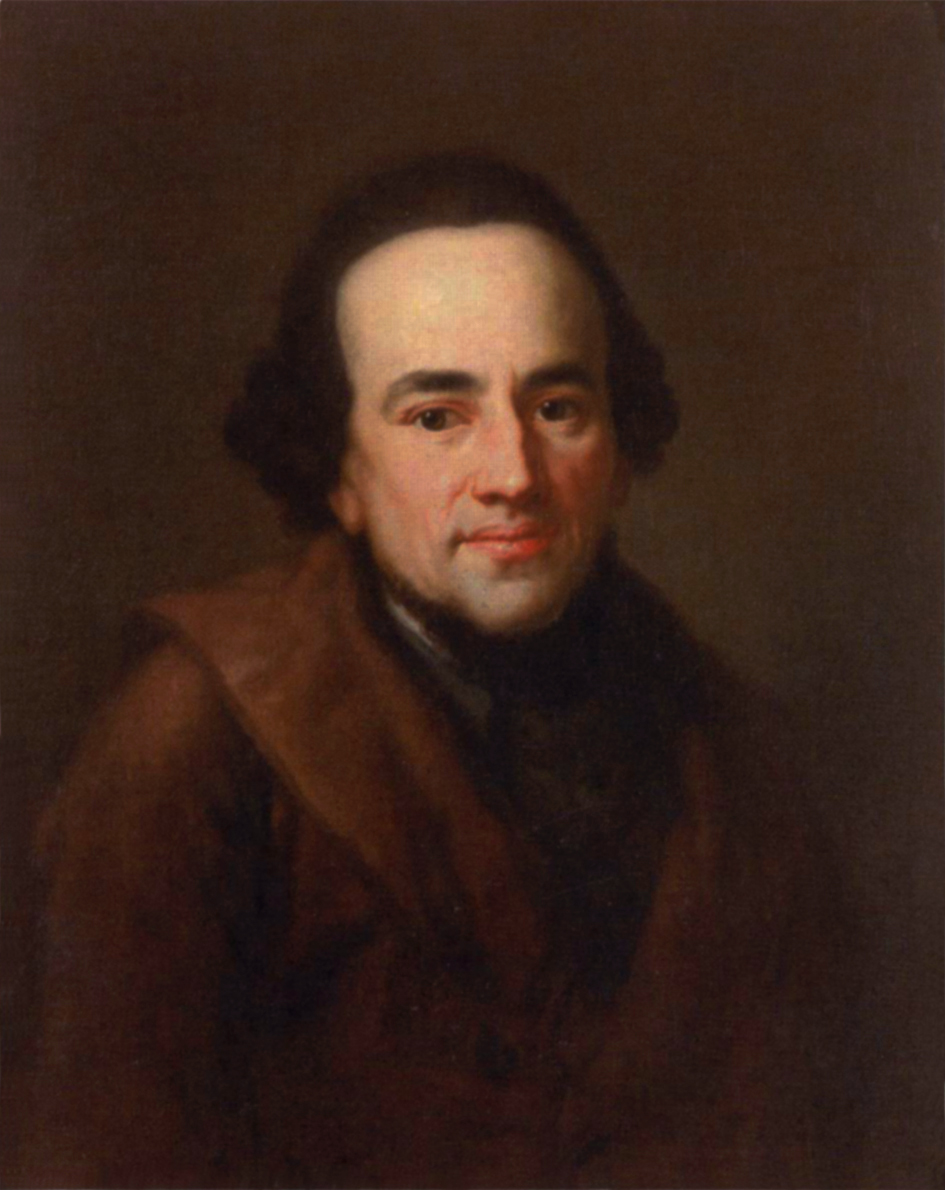
Moses Mendelssohn

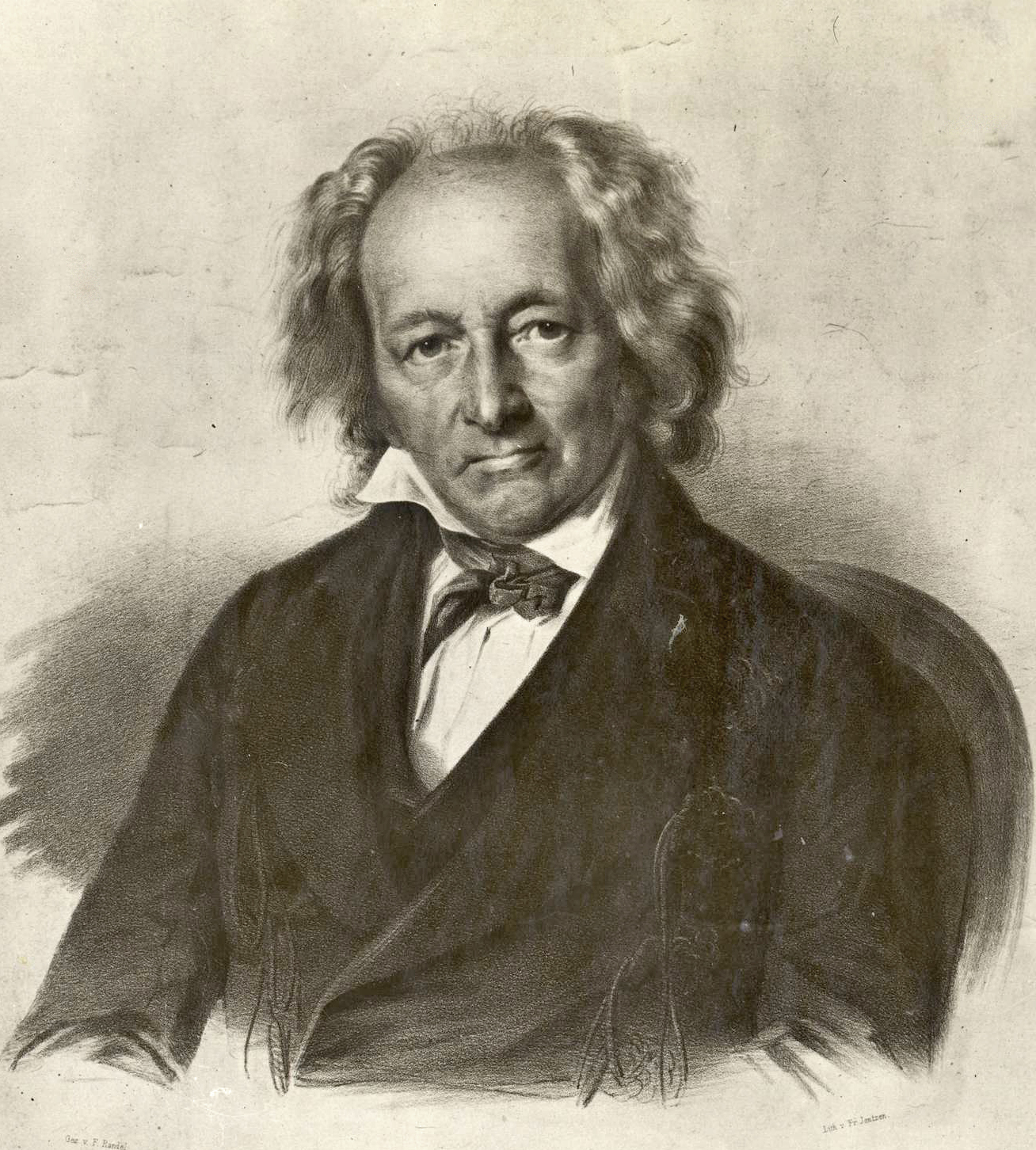
Joseph Mendelssohn

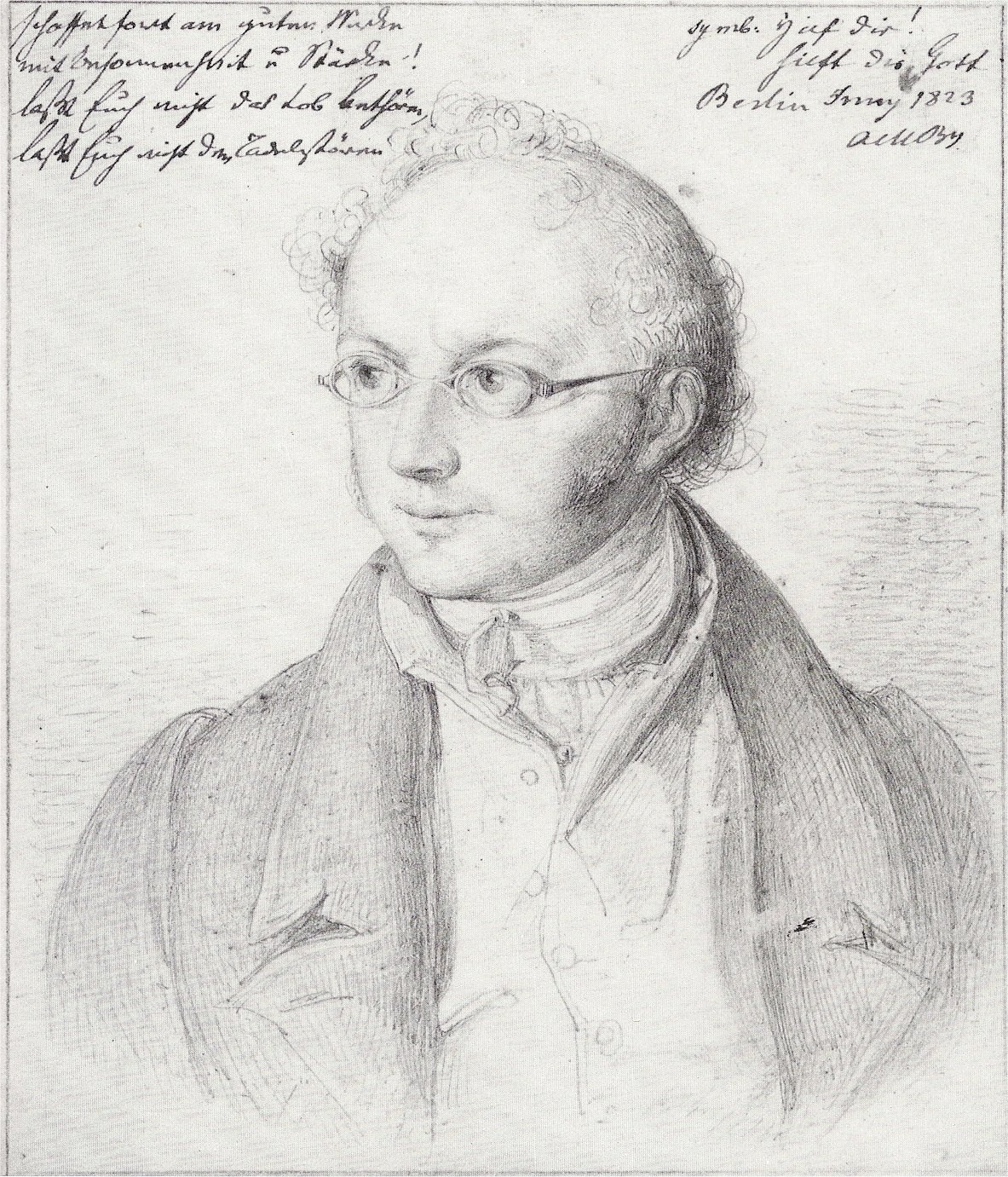
Abraham Mendelssohn Bartholdy

La famiglia Mendelssohn è una famiglia ebraica tedesca, i cui membri furono intellettuali, banchieri ed artisti.

## Storia

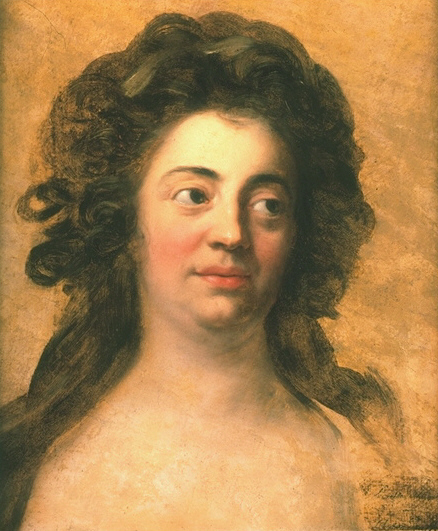
Dorothea Schlegel

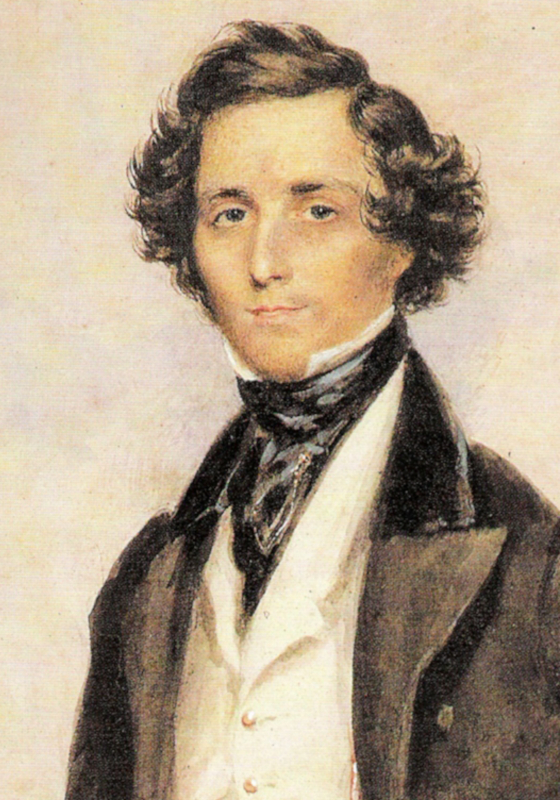
Felix Mendelssohn Bartoldy

Il cognome "Mendelssohn" è un patronimico, che indica la discendenza da Mendel Heymann. 
Il figlio di Mendel Heymann fu Moses Mendelssohn, filosofo ed intellettuale, uno dei massimi esponenti della Haskalah. Moses Mendelssohn ebbe dieci figli, sei dei quali arrivarono adulti. Solo due di essi, Recha e Joseph, rimasero di fede ebraica. In particolare Abraham, in conseguenza della sua conversione al cristianesimo riformato, aggiunse il cognome Bartholdy a imitazione del cognato, Jakob Salomon Bartholdy, che aveva aggiunto il cognome traendolo da quello di un podere di famiglia.
La moglie di Moses Mendelssohn, Fromet Guggenheim, era pronipote di Samuel Oppenheimer.
Nel 1795 il maggiore dei figli di Moses Mendelssohn, Joseph, fondò la banca Mendelssohn & Co. di Berlino e suo fratello Abraham entrò in società nel 1804. Molti membri della famiglia lavorarono nella banca e generazioni di discendenti dei due fratelli Joseph e Abraham condivisero la direzione della casa, finché non fu costretta a chiudere nel 1938. 
Un'altra figlia di Moses, Dorothea, si convertì prima, in occasione del matrimonio con Friedrich Schlegel, al protestantesimo e poi, insieme al marito, al cattolicesimo. 
Abraham ebbe per figli i celebri musicisti Felix Mendelssohn Bartholdy e Fanny Mendelssohn.
A causa dello sforzo verso l'assimilazione da parte della maggior parte dei membri della famiglia, anche il cognome fu più volte modificato.
In particolare fu modificato in conseguenza della nobilitazione di tre rami della famiglia, i "Mendelssohn", i "von Mendelssohn-Bartholdy" e i "von Mendelssohn Bartholdy" (senza trattino). 
Altri discendenti si convertirono al protestantesimo anche nelle generazioni successive. Grazie a queste precedenti conversioni i discendenti della famiglia Mendelssohn all'epoca del Nazismo furono parzialmente classificati come non più ebrei e sopravvissero all'Olocausto, spesso tuttavia non evitarono le persecuzioni e le discriminazioni. 
Oggi l'eredità intellettuale ed artistica della famiglia è curata dalla Mendelssohn-Gesellschaft di Berlino, che ha aperto dal 2013 un'esposizione sulla storia della famiglia in una cappella sconsacrata del cimitero della Trinità nel quartiere berlinese di Kreuzberg. Nei Cimiteri della Porta di Halle ci sono le tombe di 28 membri della famiglia.

## Nella letteratura
Il personaggio protagonista del dramma Nathan il saggio di Ephraim Lessing è modellato sulla figura di Moses Mendelssohn.
Fra le banche su cui si possono effettuare le sottoscrizioni per finanziare l'impresa spaziale oggetto del romanzo di Jules Verne Dalla Terra alla Luna compare anche Mendelssohn & Co. di Berlino.